# Szent János erőd (Šibenik)
Szent János erőd (más néven Tanaja, horvátul: Tvrđava Sveti Ivana) egy újkori erőd Horvátországban, Šibenik város határában. Nevét egy a helyén állt középkori Keresztelő Szent János kápolnáról kapta. Az erőd helyi neve a Tanaja, egyik szerkezeti részéből, a Vauban-rendszerű, fogó alakú bástyaépítményből vagy más néven tenaille-ból (olaszul tanaglia) származik.

## Fekvése
Az erőd egy 104 méter magas domb tetején található a város történelmi központjától északra. 

## Története
Az erődöt a szomszédos Barone erőddel együtt a krétai háború alatt építették és 1646-ban, valamint 1647-ben már sikeresen verte vissza az egymást követő oszmán támadásokat. A kandiai háború kezdetén Šibenik városának nagy szüksége volt további erődítésekre. A polgárok már 1520-as évek óta rettegtek az ellenséges támadás lehetőségétől a város feletti domboktól, és erődítésükért könyörögtek a velencei szenátusnak. 1646 tavaszán a velenceiek genovai származású hadmérnöke, Antonio Leni atya egy egyszerű szimmetrikus erődöt tervezett, amelynek elülső, az ellenség felé meghosszabbított szarvművei voltak, míg a város felé néző oldalon két félbástyával rendelkezett. Bár a velencei haditanács nem adott anyagi forrásokat az építkezéshez, nem tiltották meg azt sem, hogy a polgárok maguk építsék meg az erődöt. Így Leni terve szerint kezdődött meg az építkezés. Az alapozó munkálatokat 1646. augusztus 1-jén kezdték el, és az erőd mindössze 58 nap alatt elkészült. Bár a sietve épült erődnek bizonyos elemei még hiányoztak, a Szent János erőd kulcsszerepet játszott a város 1646 októberi oszmánok elleni védelmében, és különösen nagy szerepet játszott az egy hónapos ostrom során, 1647. augusztusában és szeptemberében, amikor körülbelül 7000 védőnek sikerült visszavernie 25 000 oszmán katonát, akik már elfoglalták az erőd egyes részei.

## A vár mai állapota
A kor legmodernebb, legerősebb és legmagasabb erődítményként a Szent János erőd Šibenik védelmének központi létesítménye volt. Az erőd alaprajza és szerkezete amint azt az elmúlt három évszázad számos grafikai ábrázolása tanúsítja a mai napig érintetlen maradt. A velencei, az osztrák és a jugoszláv katonai erők foglalták el az erődöt, és szükségleteiktől függően a különböző létesítményekben kisebb mértékben nyomot hagytak. Mivel az erőd elveszítette elsődleges funkcióját, a védelmi struktúrák egyes részeit egyre inkább elhanyagolták, elavultak és pusztultak. Az elmúlt évtizedekben Šibenik polgárai sétaút és kilátópontként használták ezt a területet, amelyet már teljesen beborított az Aleppoi fenyves.

## Fordítás
Ez a szócikk részben vagy egészben  a   St. John's Fortress, Šibenik című angol Wikipédia-szócikk ezen változatának fordításán alapul.  Az eredeti cikk szerkesztőit annak laptörténete sorolja fel. Ez a jelzés csupán a megfogalmazás eredetét és a szerzői jogokat jelzi, nem szolgál a cikkben szereplő információk forrásmegjelöléseként.